# Киренаика (плато)
Кирена́ика (Ба́рка) — плато на северо-востоке Ливии, круто обрывающееся к побережью Средиземного моря.
Высота плато достигает 876 м. Сложено известняками. Распространены проявления карста. Климат средиземноморский, полузасушливый; количество осадков составляет около 450 мм в год. На северных склонах произрастают вечнозелёный маквис и рощи из лавра, дуба, алеппской сосны; на плато — кустарниковые полупустыни.